# Xiphophorus birchmanni
Xiphophorus birchmanni — вид живородних прісноводних риб родини пецілієвих (Poeciliidae).

## Назва
Вид названо на честь Гайнца Бірхмана, акваріуміста з Відня.

## Поширення
Ендемік Мексики. Поширений в басейні річки Пануко у штатах Веракрус, Ідальго, Керетаро, Сан-Луїс-Потосі на сході країни.

## Опис
Дрібна рибка, завдовжки до 7 см.

## Спосіб життя
Мешкає у швидкопливних потоках із бутовим дном та малою рослинністю. Всеїдний. Живиться рослинами, рачками, хробаками, комахами. Живородний вид. Після 28 дня вагітності самиця народжує 20-40 мальків.